# Wuling (gebergte)
Wuling (vereenvoudigd Chinees: 武陵山脉; traditioneel Chinees: 武陵山脈; pinyin: Wǔlíng Shānmài) is een gebergte in Centraal-China. Het loopt van Chongqing en het oosten van Guizhou tot het westen van Hunan. In het gebergte leven veel etnische groepen, zoals de Tujia, Han, Hmong, Dong en Bai.

## Fanjingshan
De Fanjingshan in Tongren (Guizhou) is met 2570 meter de hoogste berg van Wuling. Hier werd in 1978 het Nationaal natuurreservaat Fanjingshan opgericht, dat in 1986 door het UNESCO werd aangewezen als biosfeerreservaat en in 2018 als Werelderfgoed. Op de berg leven een groot aantal bedreigde diersoorten, waaronder de Chinese reuzensalamander, het Oost-Chinees muskushert, de koningsfazant en de endemische witmantelstompneusaap.
In het Chinese boeddhisme wordt Fanjingshan als een heilige berg beschouwd. Het zou de bodhimaṇḍa van Maitreya, zijn, oftewel de plaats waar de toekomstige Boeddha ontwaakte. Op de berg zijn meerdere boeddhistische tempels te vinden.

## Wulingyuan
Een ander bekend gebied in Wuling is Wulingyuan, dat in 1992 op de Werelderfgoedlijst van UNESCO werd geplaatst. Wulingyuan ligt ongeveer 270 kilometer van Changsha, in de provincie Hunan. Een van de nationale parken in het gebied is het Zhangjiajie National Forest Park, dat onder andere bekendstaat om de duizenden zandstenen zuilen, waarvan een aantal meer dan tweehonderd meter hoog zijn. Andere bezienswaardigheden in het park zijn de Glazen brug van Zhangjiajie, de Huanglong-grot en de Bailonglift, 's werelds grootste lift in de open lucht.

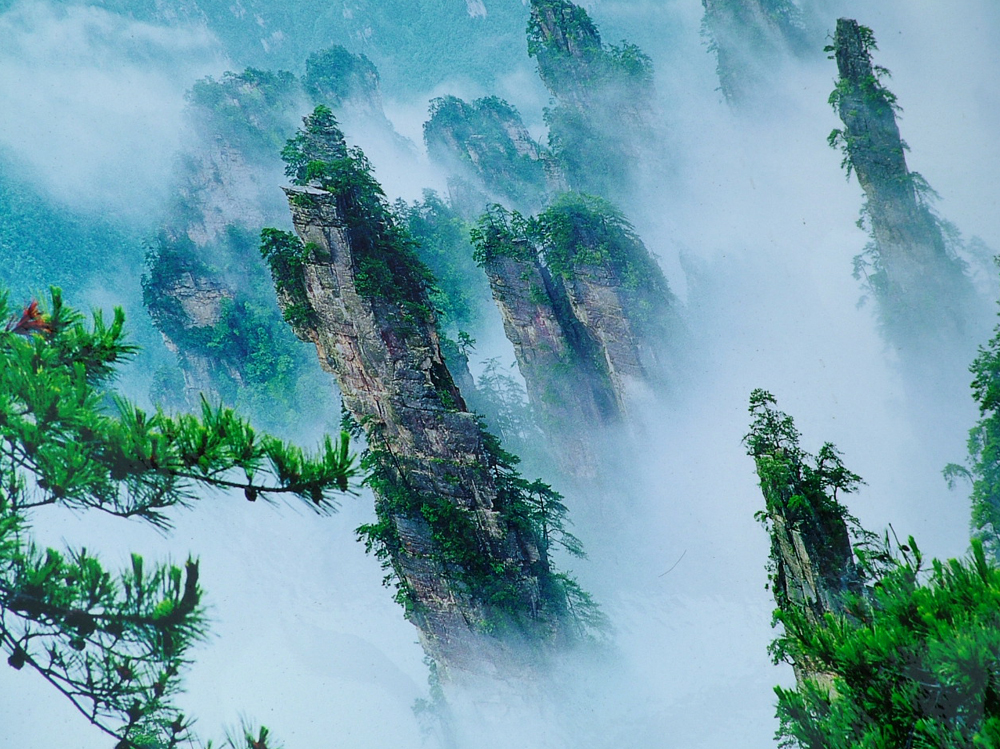
De zandstenen zuilen van Wulingyuan
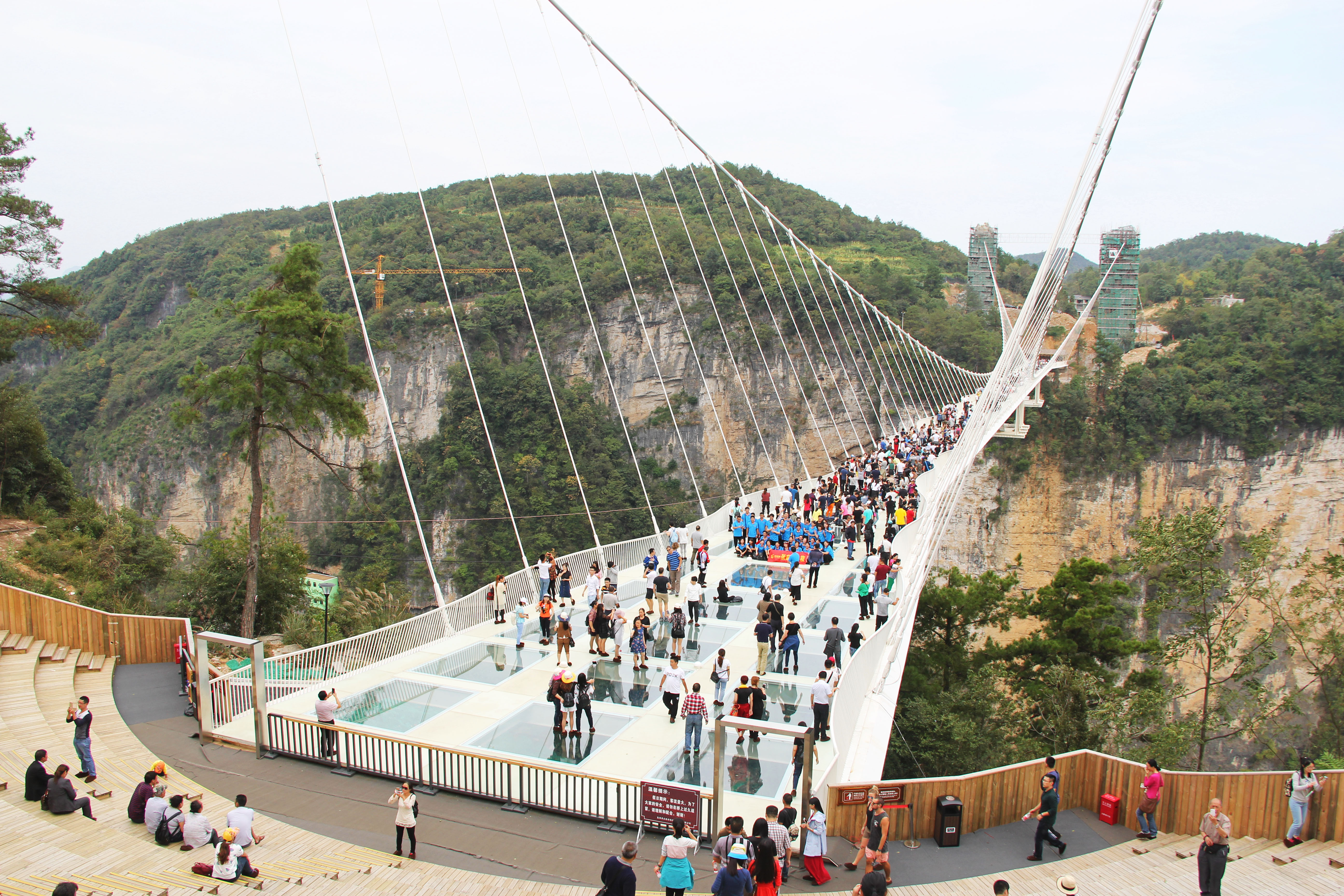
De Glazen brug van Zhangjiajie